# Crudia teysmannii
Crudia teysmannii là một loài thực vật có hoa trong họ Đậu. Loài này được de Wit miêu tả khoa học đầu tiên.